# Maestro de la Adoración de Lille

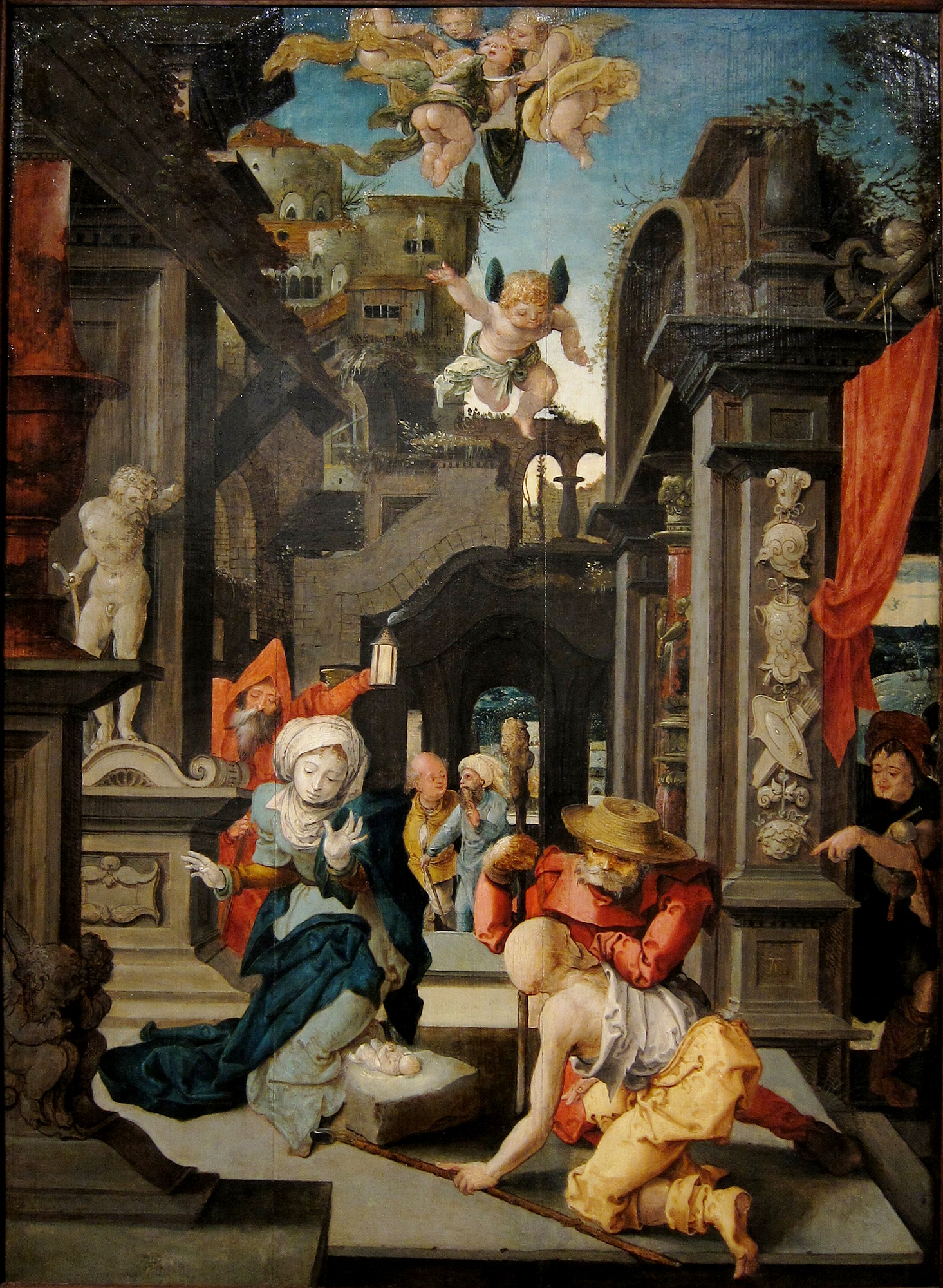
Adoración de los pastores, fechada en 1512, la "Adoración de Lille"; 86 cm x 63,5 cm

El Maestro de la Adoración de Lille (activo c. 1510–1530 ) es la denominación convencional dada a un pintor primitivo flamenco activo en Amberes, relacionado con el grupo de los manieristas de Amberes. La denominación fue sugerida por primera vez en 1995 en un artículo de Ellen Konowitz, una propuesta que ha sido ampliamente aceptada.  En 2014, en una subasta en Christie's, acotó las fechas de su actividad hacia 1523/35.
La mayoría de las obras que ahora se le otorgan estuvieron anteriormente anteriormente a Dirck Vellert, el principal pintor de vidrieras de Amberes del momento, suponiendo que también pintaba sobre tabla o lienzo. Su nombre convenido proviene de la Adoración de los pastores del Palais des Beaux-Arts de Lille, «como la pintura que quizás mejor demuestra su estilo individual». Hasta 1995 se atribuía a Vellert, que fue una clara influencia.
Como describe Konowicz, las obras del maestro comparten el «estilo de los manieristas de Amberes, caracterizado por una elegancia artificial. Sus cuadros suelen presentar figuras alargadas que posan en posturas afectadas y retorcidas, trajes ornamentados de gran colorido, cortinajes que revolotean, arquitectura italianizante decorada con ornamentos grotescos y grupos de figuras apiñadas...». Sin embargo, tanto en las obras del maestro como en las de Vellert, las figuras tienen un estilo diferente, «con un volumen y una masculinidad ajenos a las figuras esbeltas y gráciles» de los manieristas.
Las diferencias entre el maestro y Vellert se observan en la «representación de manos con gestos tensos, a menudo con las palmas hacia fuera y los dedos extendidos», como en los cuadros de Lille y Róterdam. Las pinturas del maestro de Lille muestran una predilección por las «cabezas grotescas y retorcidas», como en el rey mago arrodillado de Róterdam. Otros rasgos son el gusto por el punto de vista bajo, los pequeños trampantojos y los elementos que sobresalen de un saliente, como el pie del pastor arrodillado de Lille.

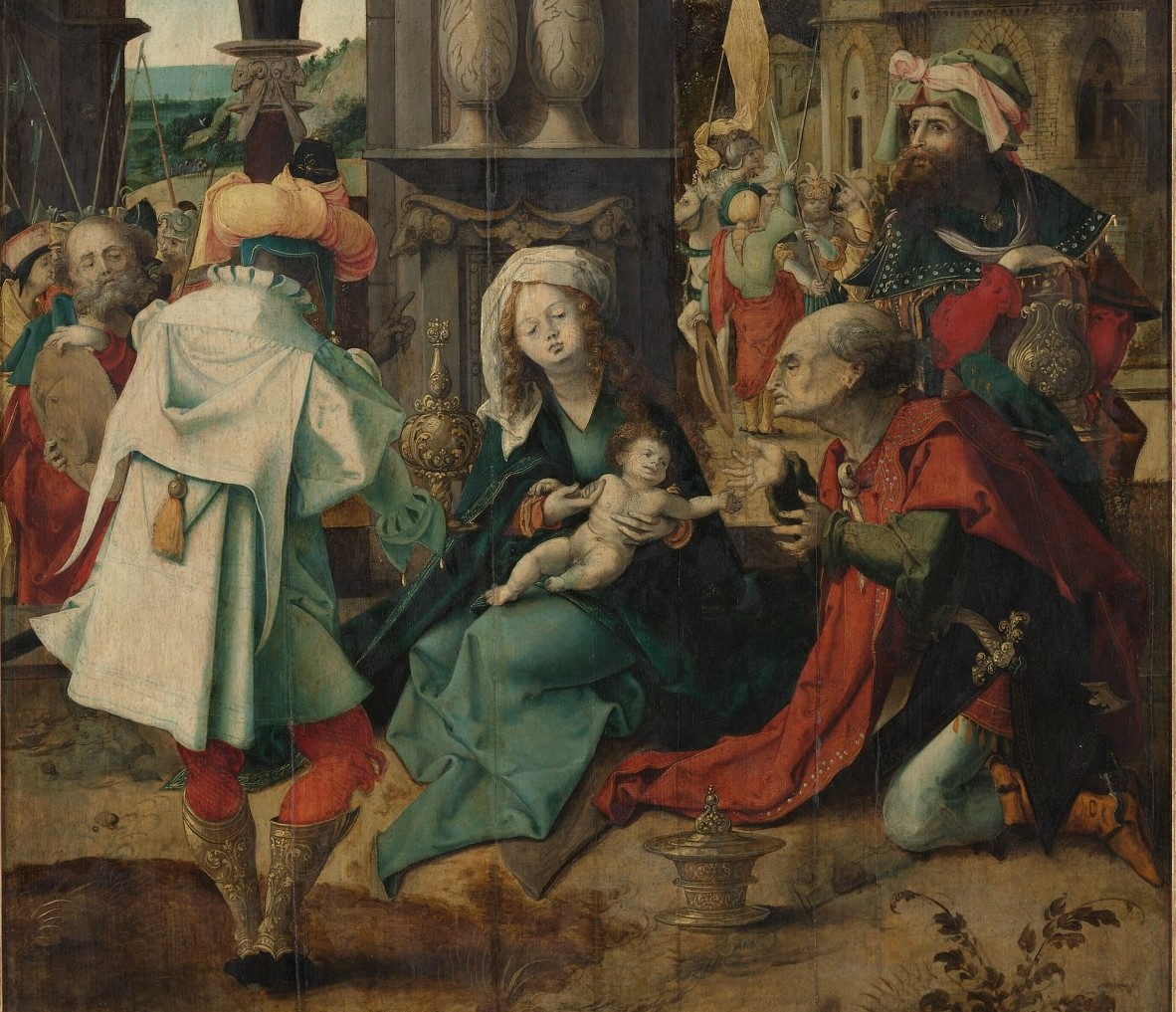
Detalle del panel central de la Adoración de Róterdam

## Historiografía
Durante el siglo XX, se atribuyeron a Vellert una serie de pinturas. Max Jakob Friedländer en su Die Antwerpener Manieristen von 1520 (1915), con el que introdujo el término Manieristas de Amberes, y en un trabajo posterior firmado con Ludwig von Baldass, asigno a Vellert un grupo coherente de cuatro pinturas: la Adoración de los pastores del Palais des Beaux-Arts de Lille), el tríptico de la Adoración de los Reyes de Róterdam (ambos ilustrados aquí), una Sacra parentela conservada en Kremsmünster, Stiftsgalerie  (una versión más grande relacionada con la del Rijksmuseum que se muestra aquí), y un tríptico del Ecce homo en Bruselas. Otro erudito agregó más tarde un tríptico con un Descanso en la huida a Egipto en una colección privada (en 1995 en ubicación desconocida). En general, se convino en que estas cinco obras eran de la misma mano, pero no que en que fueran de Vellert. Se formularon también otras propuestas, entre ellas la de asignar las obras a la producción inicial de Jan Gossaert.

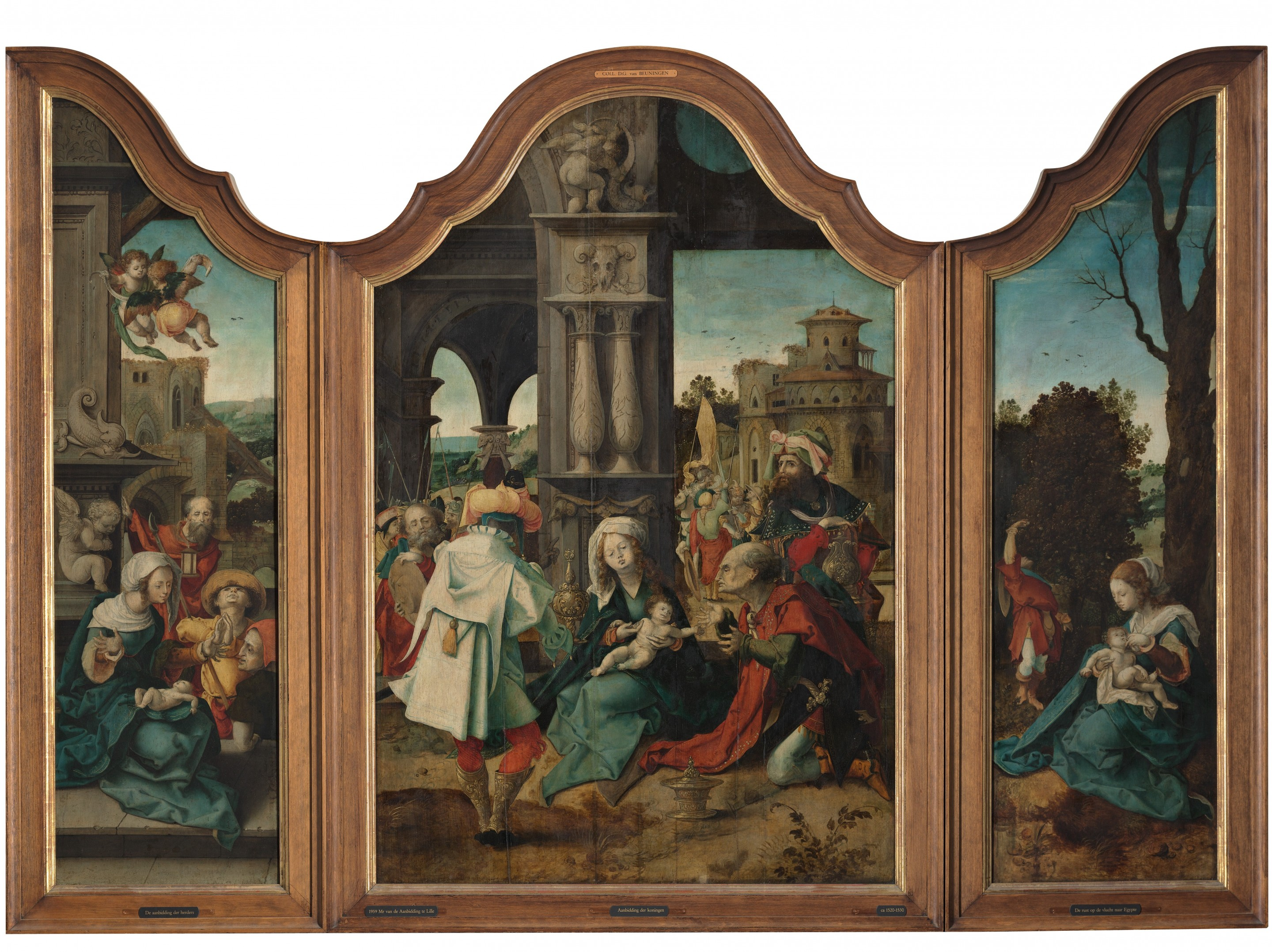
Tríptico de la Adoración de los Reyes Magos, Róterdam, Museo Boijmans Van Beuningen, altura máxima 167 cm. Inusualmente están representadas en el tríptico tres escenas con la Sagrada Familia: en el panel izquierdo Adoración de los pastores, la Adoración de los Reyes en el central y el Descanso en la huida a Egipto a la derecha.

Konowicz comparó estas pinturas con las vidrieras y los dibujos para las mismas de Vellert (que muy a menudo firmaba y fechaba sus obras) y llegó a la conclusión de que no se trataba del mismo artista, por lo que recurrió a crear la nueva figura del Maestro de la Adoración de Lille. Al grupo de cinco obras reconocdas Konowicz añadió dos figuras de medio cuerpo, una de Poncio Pilato en Suecia, y una versión en Chicago de un San Jerónimo conocido en varias versiones por diferentes manos. En 2014, un San Jerónimo de una colección privada alemana, asignado al maestro, se vendió por 149 000 dólares en Christie's.
Las distintas versiones del San Jerónimo se interpretan como la mitad derecha de un díptico o pendant, formando pareja con una composición de la Trinidad de la que también existe diferentes ejemplos. Mediante préstamos, el Museo Fogg de Harvard pudo exhibir una de esas parejas en 2006. Posiblemente los compradores tenían la opción de comprar ambas obras o solo una.

## Obras

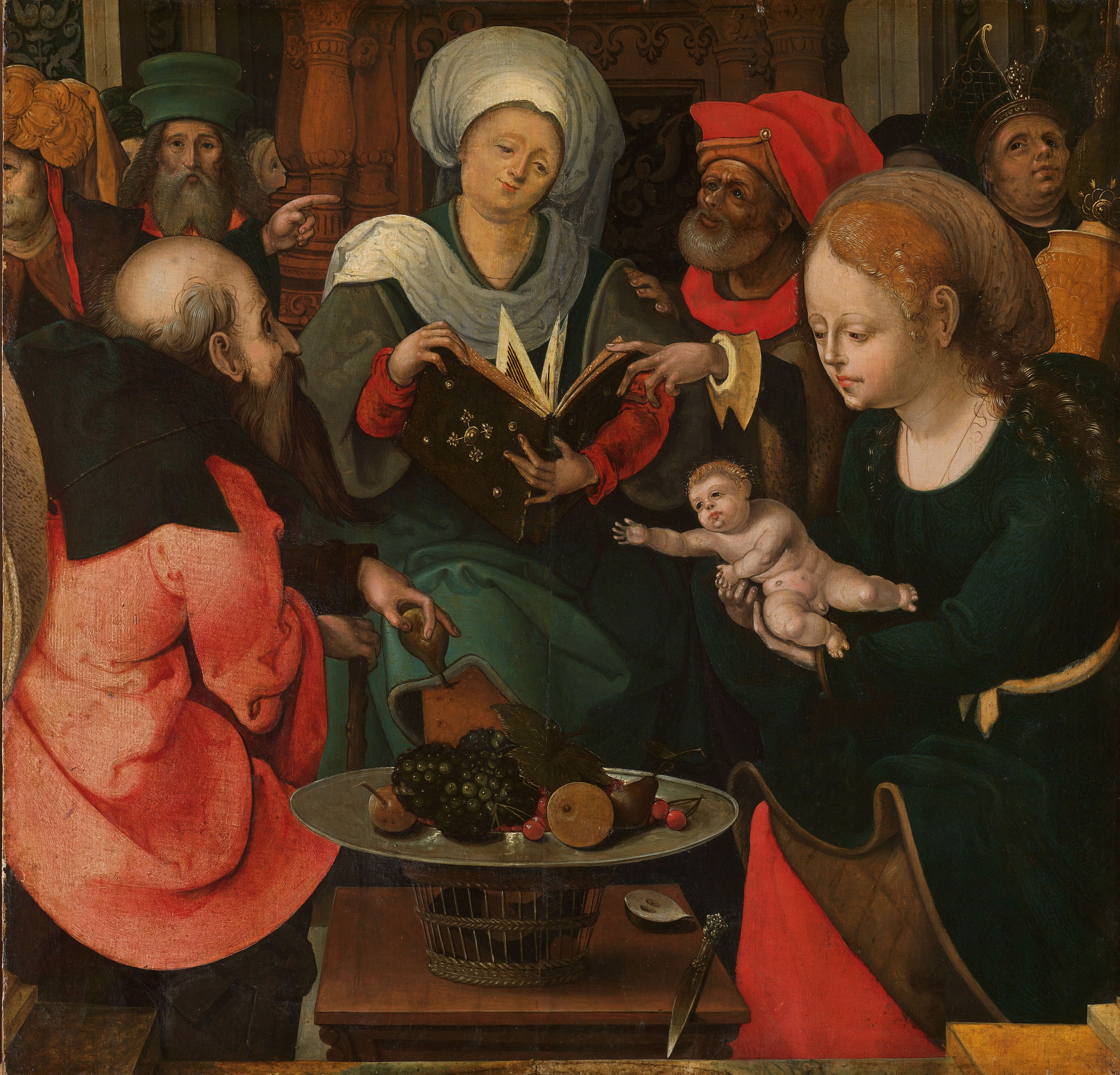
Santa parentela, Rijksmuseum, 1520.

Las dos pinturas centrales, en Róterdam y Lille, y las otras atribuciones de Konowicz se mencionan más arriba. La Santa parentela de Ámsterdam no es mencionado por Konowicz, pero el Rijksmuseum la atribuye al Maestro de la Adoración de Lille, como un fragmento recortado con el grupo central del cuadro de la Stiftsgalerie de Kremsmünster. Se trata de un panel único, pero dividido por la arquitectura pintada en una sección central en forma de tríptico y dos alas, con todas las figuras en la mitad inferior del panel, debajo de la arquitectura. El cuadro de Ámsterdam muestra la parte inferior de la sección central, también ligeramente recortada en la parte inferior.
Un pequeño número de otras pinturas antes atribuidas a Vellert o a otros pintores, han pasado a ser asignadas a la nueva figura. En 2007, un tríptico de la Adoración de los Reyes Magos recién atribuido al maestro se vendió por 228 500 libras esterlinas en Sotheby's de Londres. En una disposición bastante inusual para este tema tan común, el ala izquierda está ocupada por el Mago negro, el rey Baltasar, y la derecha por San José. En el panel central, el rey Gaspar se arrodilla para ofrecer su ofrenda a la Virgen y el Niño, mientras el rey Melchor espera detrás, junto a dos asistentes que portan alabardas.
En 2010, Maryan Wynn Ainsworthpensó que tres cuadros cedidos anteriormente a Jan Gossaert encajaban mejor con el maestro. Se trataba de una pequeña Sagrada Familia con los escudos de armas de Carlos V e Isabel de Portugal en St. Louis, una Lucrecia en una colección privada suiza y un retrato masculino en Hamilton, Ontario (colección de la Universidad McMaster ).

Según Konowicz en 1995, el tríptico de La Habana ( Museo Nacional de Bellas Artes de La Habana ), entonces recientemente atribuido a Vellert, no es ni de él ni del Maestro de la Adoración de Lille, sino de un artista influenciado por este último.

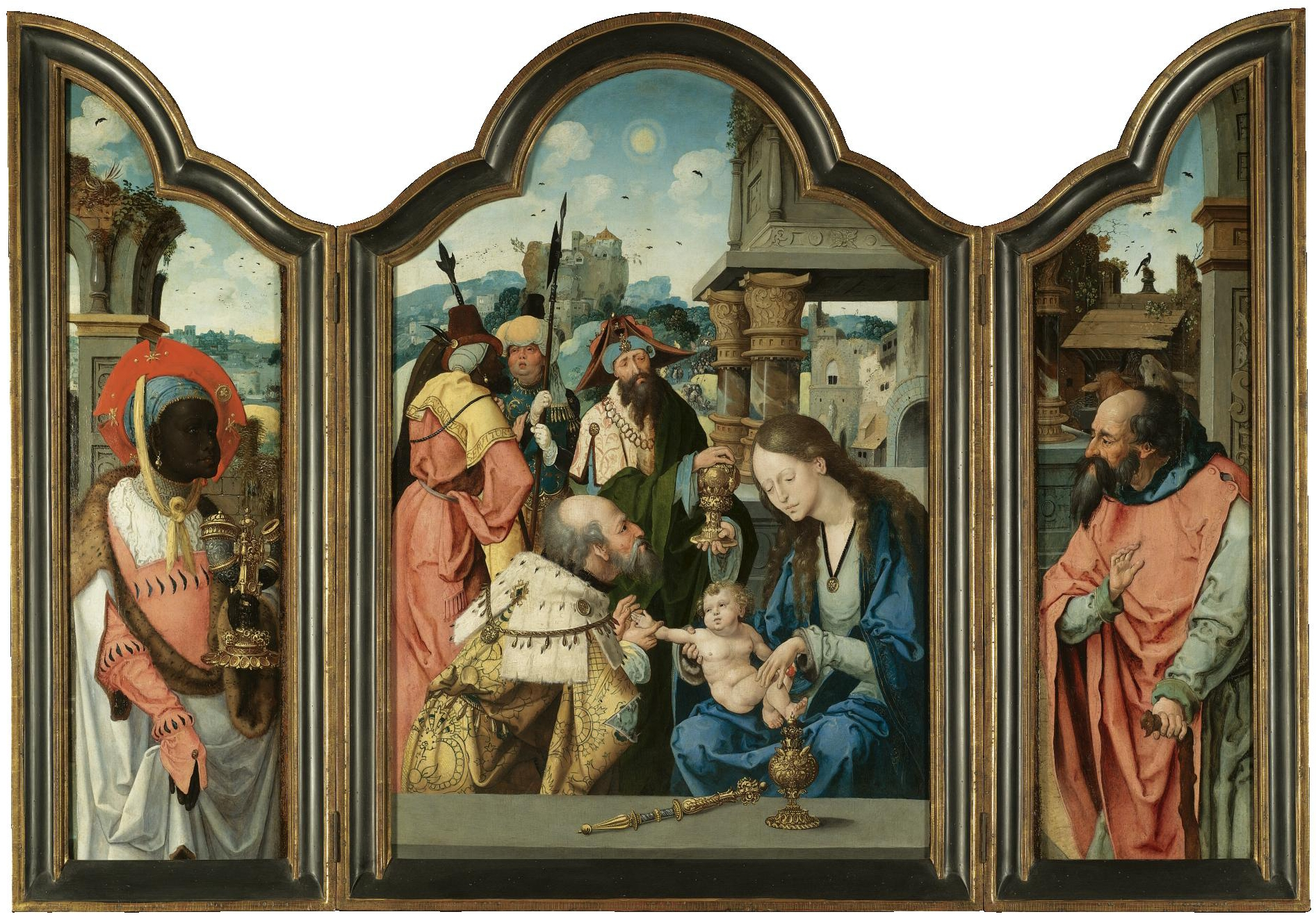
Tríptico de la Adoración de los Reyes Magos, vendido en 2007. Altura máxima 59,5 cm (23,4 in)
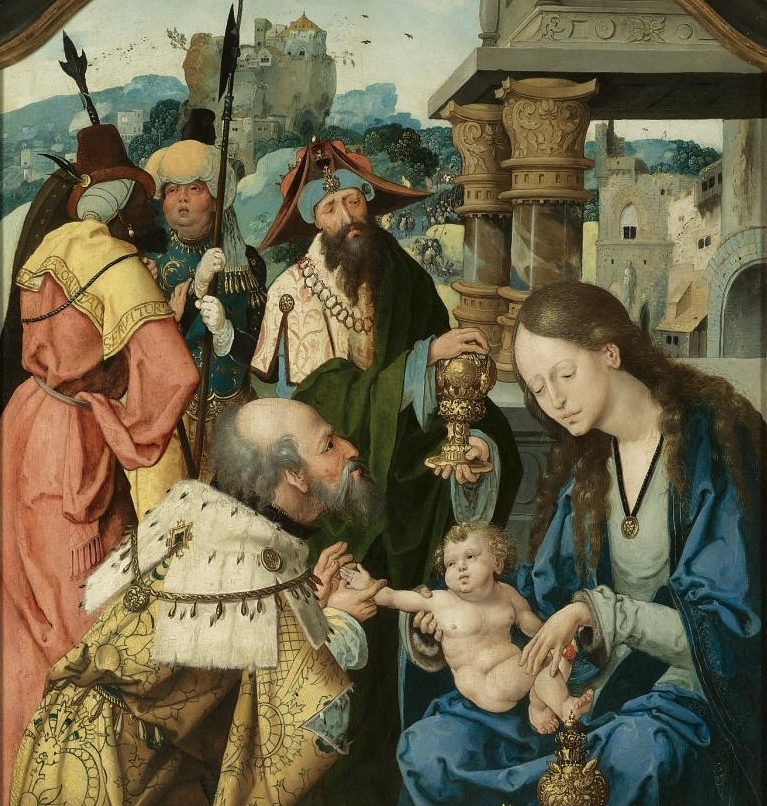
Grupo central
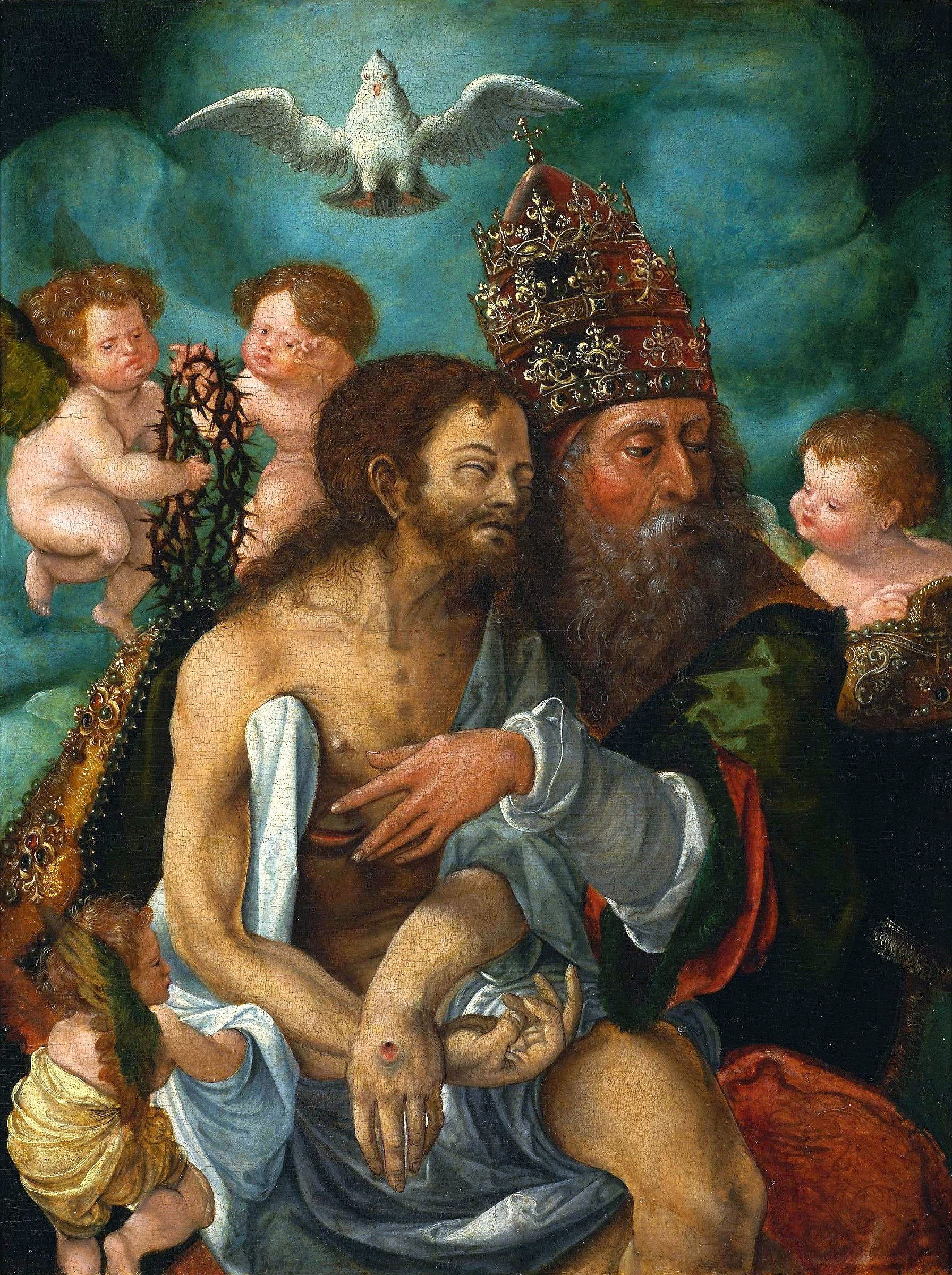
Santísima Trinidad, Varsovia, anteriormente atribuida a Georg Pencz
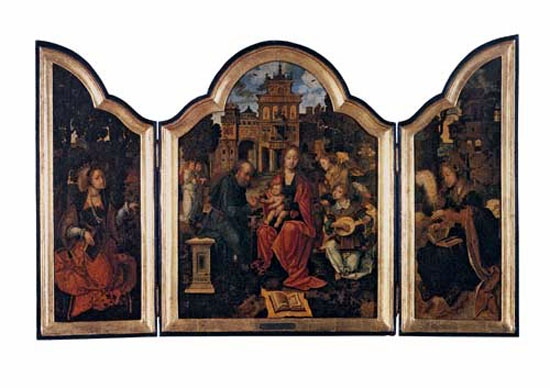
Sagrada Familia, La Habana

## Otras lecturas
- P. van den Brink, Extravagante!: Un capítulo olvidado de la pintura de Amberes 1500-1530, catálogo de la exposición, Amberes, Koninklijk Museum voor Schone Kunsten, 15 de octubre - 31 de diciembre de 2005; Maastricht, Bonnefantenmuseum, 22 de enero - 9 de abril de 2006